# Caladenia roei
Espèce
Classification phylogénétique
Caladenia Roei est une espèce d'orchidées, endémique du sud-ouest de l'Australie.

## Description

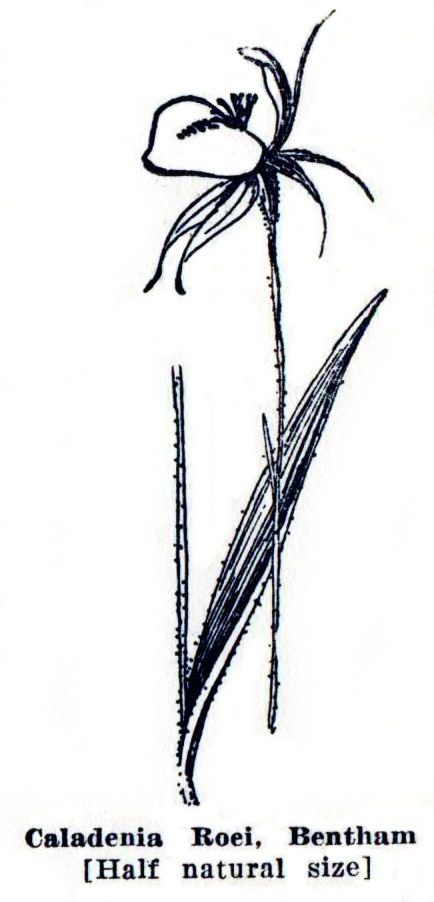
Illustration botanique.

La plante est petite (30 cm de hauteur), vivace et tubéreuse. Elle pousse isolée, en petits groupes ou en grandes colonies dans les forêts, les zones reboisées ou dans la végétation et les affleurements de granite arbustifs. On la trouve également dans les zones au sol bien drainé, mais aussi parfois dans les sables, autour des lacs et des plaines salées inondées, de façon saisonnière, d'août à octobre. Les fleurs vont d'une à trois par tige, avec des sépales et des pétales pubescents extérieurement. Elles sont vertes ou jaunes, étroites et courtes,.
Les labelles sont à marges entières, dressées et à callosités cornues.
Les plantes pubères présentent une seule feuille basale et une inflorescence en forme de noix, mince, pubescente, ou avec quelques fleurs. Elles forment ensemble un groupe voyant et florifère.

## Synonymes
- Calonema Roei (Benth.) D.L.Jones & M.A.Clem, Orchadian 13:. 403 (2001).
- Phlebochilus Roei (Benth.) Szlach., Bot polonais. J. 46: 15 (2001).

. * 'Calonemorchis roei' (Benth.) Et D.L.Jones M.A.Clem, Orchadian 14: 41 (2002).
. * 'Jonesiopsis Roei' (Benth.) D.L.Jones & M.A.Clem, Orchadian 14: 180 (2003).